# Callao
|  | Per a altres significats, vegeu «Callao (desambiguació)». |

El Callao és el port més gran i més important del Perú. La ciutat és coincident amb la Província Constitucional del Callao, l'única província de la Regió de Callao. Callao és cap a l'oest de Lima, la capital del país, i forma part de l'Àrea metropolitana de Lima, una gran metròpoli que concentra gairebé un terç de la població del Perú. Callao fa frontera amb Província de Lima al nord, est i sud, i amb l'oceà Pacífic a l'oest.

## Història
Callao es va fundar el 1537, només dos anys després de Lima (1535), i aviat es convertia en el port principal pel comerç espanyol a l'oceà Pacífic. L'origen del seu nom és desconegut; però es coneix amb aquest nom des de 1550. Per aquest motiu va ser coneguda com El Primer Puerto.
En el moment culminant del Virregnat del Perú, virtualment tots els béns produïts al Perú, Bolívia, i Argentina eren portats pels Andes amb mules fins a Callao, per ser enviats a Panamà, i després transportats a Espanya via Cuba.
El 20 d'agost de 1836, durant la Confederació del Perú i Bolívia, el President Andrés de Santa Cruz va encarregar la creació de la Provincia Litoral del Callao, que tenia autonomia política en els seus afers interns.
Durant el govern de President Ramón Castilla, a Callao se li va donar el nom de  Província Constitucional, el 22 d'abril de 1857. El primer alcalde de la província va ser Manuel Cipriano Dulanto. Tanmateix, aquest nom nou no tenia cap diferència pràctica i l'estatus de Callao era el mateix que allò de qualsevol altra província, i pertanyia, just com tots els altres, a un departament (en aquest cas, el Departament de Lima). L'única diferència era que totes a les províncies peruanes els havia estat donat el nom per llei, mentre que a Callao li ho donava un mandat constitucional.
El 1949, El Callao era conegut com un dels majors centres del tràfic de coca i cocaïna en el món.
Com a part del procés de descentralització promogut per President Alejandro Toledo el 2002 es va crear la Regió de Callao, i la Província Constitucional de Callao no va formar part del Departament de Lima (ara Regió de Lima).

### Fets notables
- El 1746, un tsunami provoca un terratrèmol que destrueix totalment el port del Callao.[2]
- El 2 de maig de 1866, durant el Batalla del Callao, la flota espanyola intenta reconquerir el Perú independent.[3]
- El 19 de juny de 1986 centenars de presoners peruans van ser massacrats a El Frontón.[4]

## Punts destacats de la ciutat
Callao fou construïda sobre i al voltant d'una península, el districte de La Punta, una vegada un barri residencial ric. Una fortalesa històrica el Castillo de Real Felipe, destaca en el promontori que dona sobre el port.
Hi ha també una gran base naval a Callao, on són actualment empresonats el líder de Sendero Luminoso, Abimael Guzmán, i Vladimiro Montesinos, l'exdirector de seguretat interna durant el règim d'Alberto Fujimori.
L'aeroport internacional Jorge Chávez és situat al Callao.
Callao també té unes quantes illes, Illa San Lorenzo (actualment una base militar), El Frontón (una antiga presó d'alta seguretat), Cavinzas, i Palominos, on un gran nombre de lleons marins i ocells viuen en un ecosistema verge. Hi ha plans per construir un enorme naval, terrestre, i un port aeri a l'Illa San Lorenzo. En un far que dona al port hi ha el Col·legi Militar Leoncio Prado, l'institut militar que Mario Vargas Llosa citava a la seva primera novel·la, La ciudad y los perros (1962). El llibre va donar lloc més tard a una pel·lícula, La Ciudad y los perros i es van gravacions als exteriors de l'escola. La ciutat també té una universitat, la Universitat Nacional de Callao.
Els equips de futbol professional de Callao són l'Sport Boys i l'Atletico Chalaco.

## Aeroport
L'aeroport Internacional Jorge Chávez (IATA: LIM, ICAO: SPIM), és l'aeroport internacional i domèstic principal del Perú. Està situat al Callao, a 11 km del Centre Històric de Lima i 17 km de Miraflores. Callao és una ciutat portuària ara plenament integrada amb Lima, la capital del país. El 2008, l'aeroport gestionava 8.288.506 passatgers i 98.733 moviments d'aeronaus.
Durant molts anys era el centre de la difunta Aeroperú y Compañía de Aviación Faucett, una de les línies aèries més antigues d'Amèrica Llatina. Ara serveix com a centre d'algunes companyies, com TACA Perú i LAN Perú

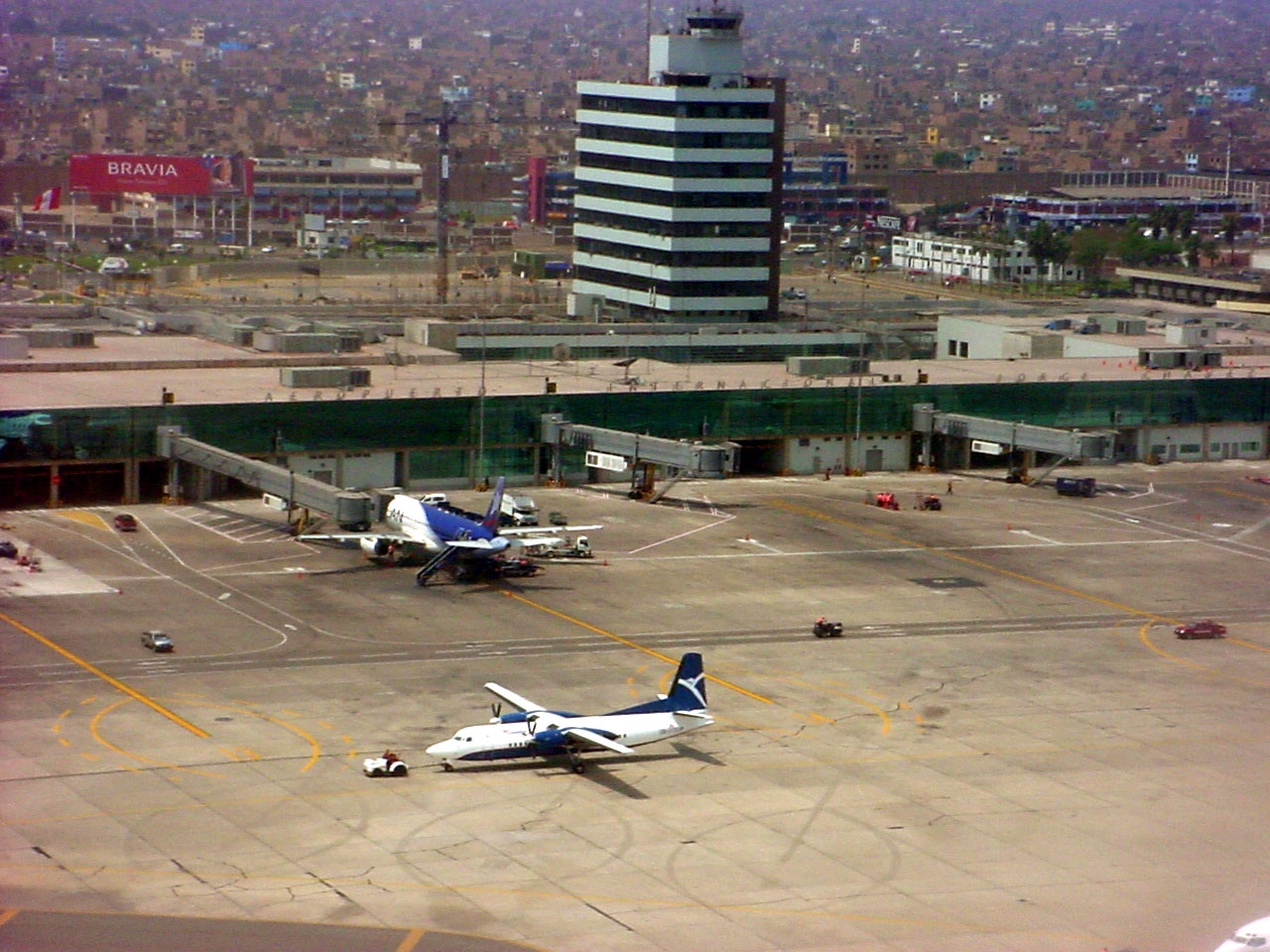
Aeroport de Lima

## Govern
Els afers del govern municipal es divideixen en dos nivells. Les matèries regionals són gestionades pel Govern Regional de Callao, que és situat al districte de Bellavista. Temes com la neteja de la ciutat, la promoció d'esports i els serveis bàsics són gestionats per la Municipalidad Provincial de Callao, que té la seu al districte de Callao (districte). També, cada un del sis districtes té el seu propi ajuntament que porta les matèries de les seves àrees jurisdiccionals respectives.